# Jürgen von der Lippe

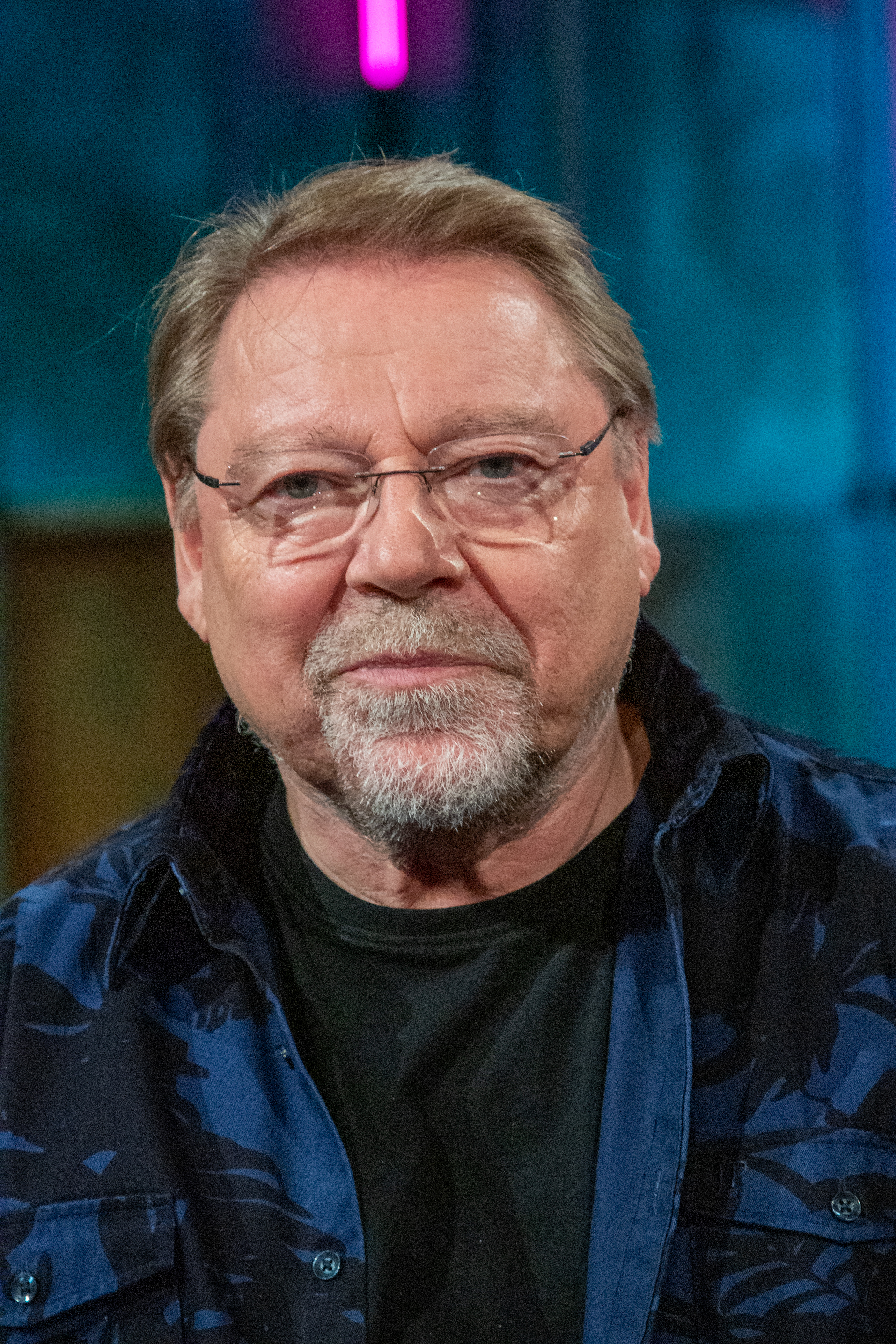
Jürgen von der Lippe (2019)

Jürgen von der Lippe (* 8. Juni 1948 in Bad Salzuflen als Hans-Jürgen Hubert Dohrenkamp) ist ein deutscher Komiker, Musiker, Autor, Hörbuchsprecher, Fernsehmoderator und Entertainer.

## Leben

### Kindheit
Jürgen von der Lippe wurde 1948 als einziges Kind von Johannes (Hans) Dohrenkamp (1913–2006) und dessen Frau Elfriede (1926–1998) geboren. Sein Vater arbeitete seit seiner Zeit in englischer Kriegsgefangenschaft als Barkeeper, seine Mutter als Diätköchin. Jürgen verbrachte die ersten beiden Lebensjahre in Bad Salzuflen. Sein Künstlername Jürgen von der Lippe leitet sich von dieser Heimat im ehemaligen Fürstentum Lippe ab.
Nachdem sein Vater 1950 ein lukratives Angebot von der Cortis-Bar erhalten hatte, übersiedelte die Familie nach Aachen und lebte dort zunächst in der Normannenstraße, später in der Theaterstraße in der Innenstadt. Nach Angaben von der Lippes arbeitete sein Vater als Barkeeper in einer Aachener Striptease-Bar.
Jürgen von der Lippe lernte als Kind Blockflöte spielen und sang im Schulchor. Inspiriert durch den Religionsunterricht in der Grundschule wurde er Messdiener und hatte den Wunsch, Priester zu werden. Sein Lehrer empfahl den Besuch des altsprachlichen Kaiser-Karls-Gymnasiums. 1966 schloss er die Schule mit dem Abitur ab.

### Bundeswehr und Studium
Er verpflichtete sich für drei Jahre als Zeitsoldat bei der Bundeswehr, da er sich eine journalistische Ausbildung im Rundfunkbataillon in Andernach erhoffte. Später stellte sich heraus, dass nur Berufssoldaten ins Rundfunkbataillon kamen. So absolvierte er von 1966 bis 1969 als Reserveoffizieranwärter die Offiziersausbildung bei der Fernmeldetruppe. Hierbei bestand er u. a. auch den Einzelkämpferlehrgang. Das letzte Jahr verbrachte er in Lippstadt als stellvertretender Kompaniechef.
Bei der Bundeswehr lernte er auch das Gitarrenspiel. Anschließend begann er, aktuelle Folksongs zu singen, etwa von Cat Stevens, Donovan oder Bob Dylan. Ulrich Roski wurde sein großes Vorbild.
Er hatte sich bei mehreren Zeitungen um ein Volontariat beworben, wo man ihm allerdings zu einem geisteswissenschaftlichen Studium riet. Daraufhin schrieb er sich 1970 an der RWTH Aachen für einen Lehramtsstudiengang mit Germanistik, Philosophie und Linguistik ein und wirkte dort auch als Tutor, wobei er ausländischen Studenten Deutschunterricht erteilte. Nach einem Besuch in West-Berlin 1971 beschloss er, nach Berlin zu ziehen, wo er bis heute lebt. Dort schrieb er sich 1973 an der TU Berlin ein, gab das Studium vor dem Examen aber ohne Abschluss auf, da er mit seiner Fächerkombination in Berlin nicht das Lehrer-Examen ablegen konnte.

### GO-IN und Gebrüder Blattschuss
1973 sang von der Lippe mit Liedern von Ulrich Roski, zwei eigenen und einigen Vertonungen im Folk-Club GO-IN in der Charlottenburger Bleibtreustraße vor. Dieses war eine Gaststätte, in der abwechselnd Gruppen und Solisten auftraten. Zudem schrieb er auch Manuskripte für Hörfunk und Zeitungen.
Anlässlich des 13-jährigen Bestehens des GO-IN im Jahr 1976 trat von der Lippe dort gemeinsam mit anderen Solokünstlern auf. Nachdem der Beitrag beim Publikum gut ankam, setzte diese Formation ihre Arbeit unter dem Namen Blattschuss fort, später als Gebrüder Blattschuss. Bei der Sendereihe Sender Zitrone des WDR-Hörfunks mit Hermann Hoffmann ersetzten die Gebrüder Blattschuss mit ihrem Blattschuss-Magazin die Gruppe Insterburg & Co. So ergab es sich, dass von der Lippe an der Unterhaltung am Wochenende, einer kabarettistischen Radiosendung am Samstagnachmittag, teilnahm, bis die Zusammenarbeit nach wenigen Jahren endete, weil dem Redakteur die zu häufigen sexuellen Witze missfielen.
Im März 1978 veröffentlichten Blattschuss ihr zweites Album Bla-Bla-Blattschuss. Zusammen mit Beppo Pohlmann war von der Lippe Autor der meisten Titel. Er stand aber zunehmend vor der Frage, ob er seine Texte und Kompositionen für sich selbst statt für die Gebrüder Blattschuss nutzen solle. Hinzu kamen Querelen in der Band. Im Sommer 1978 verließ er die Gruppe und absolvierte seitdem Tourneen mit einem eigenen Bühnenprogramm. Kurz nach dem Ausstieg wurden die Gebrüder Blattschuss mit dem Titel Kreuzberger Nächte bundesweit bekannt.

### Privatleben
Seine erste Ehefrau, die Lehrerin Anne Dohrenkamp (* 1943), lernte er 1980 auf einem Künstlerball kennen und heiratete sie 1983. Die Ehe wurde bald geschieden. Von 1986 bis 1988 war er mit der Moderatorin Margarethe Schreinemakers verheiratet. Seit der Scheidung von Schreinemakers ist von der Lippe wieder mit seiner geschiedenen Frau Anne Dohrenkamp liiert, aber nicht verheiratet. Sie leben in getrennten Wohnungen in Berlin.
Er ist Hobby-Zauberkünstler. Im Mai 1998 eröffnete er in den WDR Arkaden das Zaubergeschäft Lippes Magic Store. Im selben Jahr wurde er Mitglied im Verein Magischer Zirkel von Deutschland. Da er an der Fassade der Arkaden aber keine Werbung anbringen durfte, war der Laden schlecht frequentiert, sodass er ihn auf Anraten seines Steuerberaters wieder aufgab. Von der Lippe ist Agnostiker und hält sich für einen Nosophobiker.
Er vertritt den Standpunkt, dass Gendern "die Sprache verhunzt", "kontraproduktiv" und "schlicht falsch" ist.

## Fernsehkarriere

### Fernsehshows
Seine Fernsehkarriere begann, nachdem er beim Aufnehmen seiner Lieder zwei Redakteure kennengelernt hatte, die später beide für den WWF-Club arbeiteten. Ab 1980 präsentierte er diese Sendung gemeinsam mit Marijke Amado und Frank Laufenberg. In den ersten 158 Folgen spielte er den Hausmeister und wurde 1984 von Jürgen Triebel abgelöst, um mit So isses eine eigene Show zu beginnen. Von 1984 bis 1989 moderierte er 56 Live-Ausgaben von So isses, im Wesentlichen eine Talkshow mit skurrilen, meist unbekannten Gästen, die nacheinander befragt wurden. Mit ihr wurden Gerd Dudenhöffer und der Kameramann Günni bekannt. So isses wurde im Dritten Programm des WDR ausgestrahlt und war dort mit einer Einschaltquote bis zu 34 % die erfolgreichste Sendereihe. Mit der Zeit übernahmen auch einige andere dritten Programme die Show.
Die Show Donnerlippchen – Spiele ohne Gewähr moderierte er zusätzlich von 1986 bis 1988 sechs Mal jährlich im Ersten. Die Show war von Beginn an ein großer Erfolg, den er auf einen bislang in Deutschland unbekannten „amerikanischen Ton“ zurückführt. Sie machte ihn deutschlandweit bekannt. Nach 15 Ausgaben beendete er die Reihe.
Zwischen 1989 und 2001 führte von der Lippe durch die Spielshow Geld oder Liebe, die im Ersten Programm zunächst am Donnerstagabend und ab 1993 am Samstagabend gesendet wurde. Er hatte die Show mit seinem Freund Wendelin Haverkamp entwickelt. Gemeinsam mit ihm erhielt er für die Show den Grimme-Preis. Von 1995 bis 2000 war er Gastgeber in der Überraschungstalkshow Wat is? im Ersten sowie 2005 in der Neuauflage Wat is? – Jetzt neu!, in der Kameramann Günni erneut eine Rolle spielte.
Seit 2000 ist von der Lippe auch für private Sender tätig. Blind Dinner endete bereits nach zwei Ausgaben wegen schlechter Zuschauerzahlen. Von 2005 bis 2007 gab er in der Comedyserie Schillerstraße den Vater von Cordula Stratmann. Außerdem moderierte er die Sat.1-Comedyshow Die Meister der Comedy und den Comedy-Jahresrückblick Wer zuletzt lacht!. Von 2006 bis 2007 war von der Lippe Spielleiter der Show Extreme Activity auf ProSieben.
Zwischen 2003 und 2010 wurden jedes Jahr Episoden von Was liest du? im WDR Fernsehen ausgestrahlt. In jeder Sendung begrüßte von der Lippe einen prominenten Gast, der jeweils ein komisches Buch vorstellte. Nach acht Jahren Laufzeit wurde die Sendung eingestellt, der WDR produzierte 2014 noch zwei Sonderausgaben. Von der Lippe wechselte daraufhin zu Youtube und präsentiert seine Büchersendung seitdem als Lippes Leselust, aufgenommen im Kabarett Die Wühlmäuse.
2008 war er auf Comedy Central mit der Sendung Frag den Lippe und von 2008 bis 2011 im MDR Fernsehen mit Frei von der Lippe zu sehen. 2011 war er Moderator der Sat.1-Show Ich liebe Deutschland, von der sechs Ausgaben ausgestrahlt wurden.

### Jubiläum

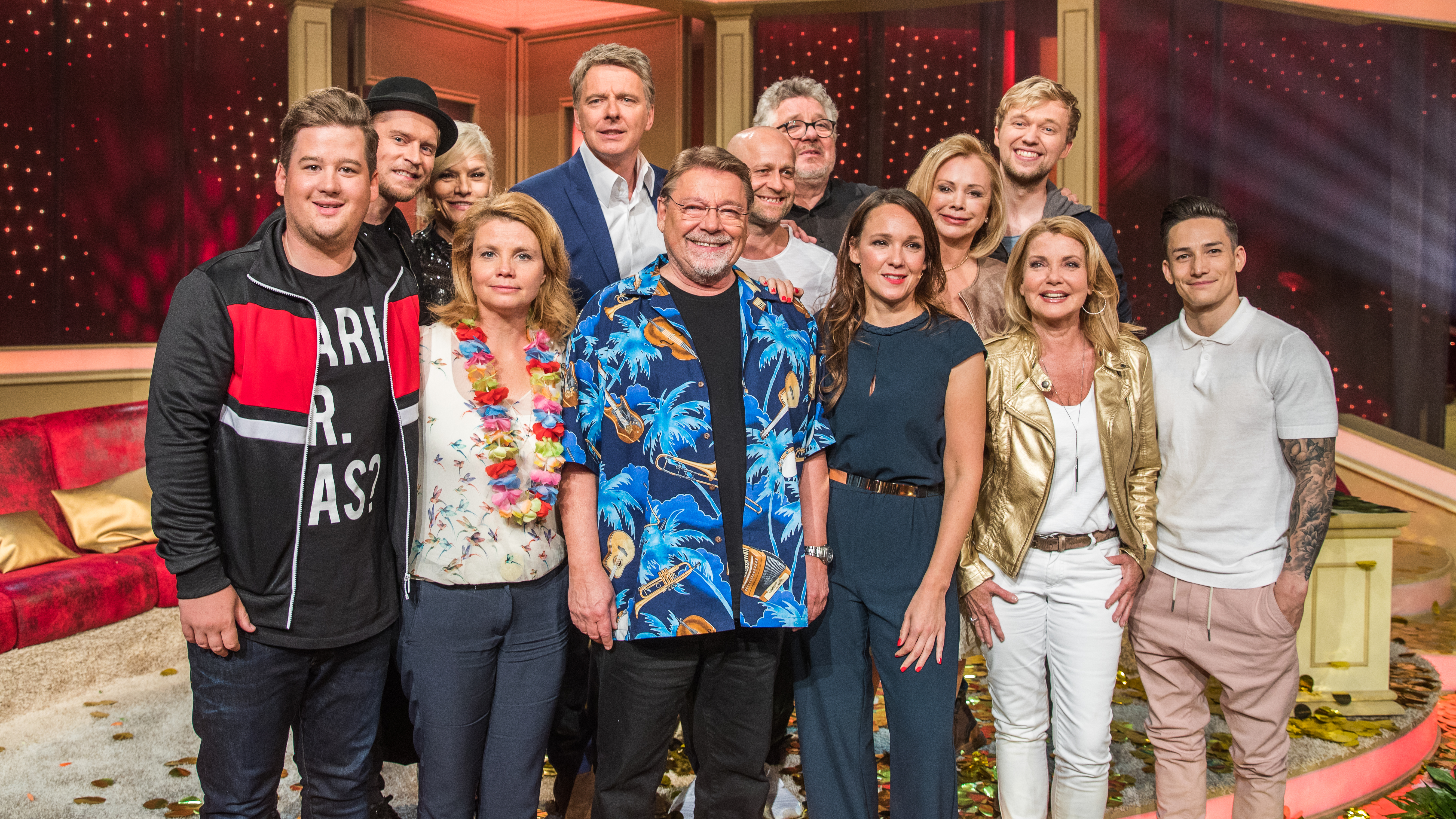
Jürgen von der Lippe mit Gästen bei seiner Geburtstagshow zum 70. in Das Erste. Ausstrahlung am 9. Juni 2018

In Anerkennung seiner Lebensleistung und zu Ehren seines 70. Geburtstages ehrte die ARD von der Lippe am 9. Juni 2018 mit der abendfüllenden Show Mensch, Jürgen! von der Lippe wird 70. Moderiert wurde dies von Jörg Pilawa.

### Film
1994 spielte er in der Komödie Nich’ mit Leo in einer Dreifachrolle einen katholischen Pfarrer, einen Bordellchef und einen Fremdenlegionär. Von der Lippe schrieb auch das Drehbuch. Von 2004 bis 2005 spielte er die Hauptrolle des Pfarrers Erdmann in der Comedyserie Der Heiland auf dem Eiland auf RTL.

## Bühnenkünstler

### Anfänge
Seit dem Ausstieg aus Gebrüder Blattschuss sieht Jürgen von der Lippe seinen Hauptberuf als Bühnenkünstler:

„Das Schönste an den Bühnenshows ist:
Keine Redaktion, keine Kirchenbeauftragten“

Es zeigte sich, dass die Fernsehzuschauer und die Besucher des Bühnenprogramms nicht identisch waren. Nach zwei Jahren WWF Club erreichte Jürgen von der Lippe in NRW, dem Ausstrahlungsgebiet eine Bekanntheit zwischen 60 % und 70 %, dennoch kamen in Städten, in denen er zum ersten Mal auftrat, mitunter nur 90 Gäste. Gleiches widerfuhr ihm später in Bayern, als er dort praktisch nur von Donnerlippchen bekannt war. Nur So isses stellte eine Ausnahme dar: Nachdem diese Sendereihe auch vom Südwestrundfunk übernommen worden war, fanden sich selbst bei einer Erstbespielung im Sendegebiet 400 Zuschauer ein.
Jürgen von der Lippe versuchte lange Zeit vergeblich in der DDR aufzutreten; erst 1989 wurden drei Konzerte genehmigt, im Admiralspalast und im Kino International. Sie wurden ein Riesenerfolg und später stellte sich das Publikum in den neuen Bundesländern ebenfalls als ein Traum heraus. Auch Begegnungen mit DDR-Künstlern erwiesen sich sowohl vor, wie auch nach der Wende als beeindruckend, etwa mit Bettina Wegner, Tamara Danz, Veronika Fischer, Barbara Thalheim oder Hauff und Henkler.

### Auftrittsorte
Jürgen von der Lippe bevorzugt Hallen mit 500 bis 2000 Plätzen, darüber fühle er sich nicht wohl, unabhängig davon, ob er so große Hallen fülle oder nicht. Sein Lieblings-Auftrittsort ist der Konzertsaal der Universität der Künste Berlin, weil die Zuschauer nicht zu bequem und so eng säßen, dass sie Ellenbogenkontakt haben, zudem höre man auf der Bühne alles aus dem Saal eins zu eins mit. Die schlechteste Erfahrung hat er demgegenüber mit der Lichtburg in Essen gemacht, weil man da fast nichts höre und denke, der Saal sei leer. Dabei habe ihn Herbert Knebel glücklicherweise vorher gewarnt: Pass auf, du setzt dich auf den Arsch, wenn du da spielst!
In der Anfangszeit vermochte Jürgen von der Lippe noch Unterschiede zwischen Provinz und Großstadt auszumachen, durch die zahlreichen Comedy-Sendungen im Fernsehen sei man jetzt auch auf dem Lande mit dem Tempo vertraut. Als problematisch empfindet er aber die Kultur in der Schweiz: Während einer 20-minütigen Fernsehaufzeichnung in Zürich lachte niemand. Hinterher bedankten sich zwar Leute aus dem Publikum und bekundeten Wohlgefallen, aber so könne er nicht arbeiten. Basel hingegen liegt so nah an der deutschen Grenze, dass Auftritte dort wie in Deutschland ablaufen.

„In Syke machte ich eine Udo-Lindenberg-Parodie, und die Leute tobten. Ich denke: ‘Boah, bist du gut heute!’ Guck mich um, steht da Rudi Carrell. Hat sich auf die Bühne geschlichen, der wohnte in Syke. Dann haben wir zehn Minuten improvisiert. Und irgendwann gab es mal einen Open-Air-Auftritt bei einer Benefiz-Geschichte in Gera: Wenn 20.000 Leute dreimal ‘Zugabe’ brüllen, dann kriegen Sie eine Gänsehaut, die werden Sie so schnell nicht mehr los.“

Die Bühnenprogramme werden auch regelmäßig im öffentlich-rechtlichen Fernsehen ausgestrahlt.

### Arbeitsweise
Jürgen von der Lippe stellt jeden Abend sein Material zur Disposition und passt so sein Programm an. Themen seiner Show sind Merkwürdigkeiten und Begebenheiten des Alltags, die Beziehung zwischen Mann und Frau, Verhalten in speziellen Situationen und als autobiographisch dargebotene fiktive Szenen aus seiner Kinder- und Jugendzeit, meist mit der Kernfigur Udo Lohmeier – seinem erfundenen Erzfeind aus frühen Tagen. Er spricht auch gerne über seine Gesundheitsprobleme, was stets die Stimmung hebt, weil die Zuschauer denken: Gott sei Dank habe ich das nicht! Dabei gibt es stets ein Grundthema als roter Faden, an dem sich alle Beiträge ausrichten.
Als Running Gag erwiesen sich im Laufe der Jahre von der Lippes Parodien bekannter deutscher Persönlichkeiten aus dem Showgeschäft, vor allem die von Udo Lindenberg, Peter Maffay und Helge Schneider. Bei Maffay wurden aus Rumänen Muränen, worüber er verärgert war.
Von der Lippe benötigt etwa 20 Auftritte, bis ein neues Programm perfekt abläuft. Die Vorpremiere legt er bevorzugt auf einen bestimmten Musikclub in Berlin, um zu schauen, ob die dramatische Kurve stimmt, welche Geschichten funktionieren und wie die Lieder ankommen. Seit 1977 gibt es eine jährliche Tournee mit Ausnahme von 2007 aufgrund eines Boulevardtheater-Engagements. Dabei bevorzugt er ein „Stützpunkt-Hotel“ für fünf oder sechs Auftritte in der Umgebung. Er steht gewöhnlich um 10 Uhr auf, absolviert ein Fitnessprogramm oder spielt Tennis, manchmal gefolgt von Schach, geht mit der Crew um etwa 17.30 Uhr zum Essen, gibt zwischen 19 Uhr und 19.30 Uhr Interviews und bereitet sich dann auf den Auftritt vor, dem noch eine Autogrammstunde und die Rückreise zum Hotel folgt. Lesen oder schreiben vermag er unterwegs nur auf der Autobahn.

### Outfit
Bei seinen ersten Auftritten trug von der Lippe teure Sakkos, die sich aber als zu eng und schweißtreibend erwiesen. Daraufhin ging er zu Hemden über, wobei sich die Kostümbildnerinnen bei den Motiven und der Farbgebung gegenseitig überboten, so dass eine Arbeitskleidung entstand, für die er sehr bekannt wurde. Genaugenommen handelt es sich einfach nur um bunte Hemden, sie werden aber zumeist fälschlich als Hawaiihemden bezeichnet.

### Solomusiker
Lieder aus dem Bühnenprogramm wurden auch als Schallplatte veröffentlicht. Daraufhin trat Jürgen von der Lippe im August 1980 zum ersten Mal in der ZDF-Hitparade auf, insgesamt wurden es acht Auftritte. Im Juli und im August 1987 belegte er mit seinem größten musikalischen Erfolg Guten Morgen, liebe Sorgen den ersten Platz. Daraufhin hätte er das Lied am liebsten aus seinem Bühnenprogramm genommen, weil nun alle Zuschauer den Text kannten und von ihm nicht mehr überrascht werden konnten. Das ging aber nicht, denn sie kamen auch wegen dieses Titels.
1991 ist Jürgen auch bei Carmen Nebel aufgetreten:

„Früher hätte ich mich wahrscheinlich geweigert. Aber heute finde ich: Diese gegenseitige Verachtung unterschiedlicher Musikrichtungen kann man eigentlich nicht akzeptieren. Selbstverständlich mache ich mich lustig über volkstümliche Musik – weil ich sie einfach nicht gerne höre. Aber ich weiß sehr wohl, dass die Leute, die das betreiben, zum größten Teil Supermusiker sind. Die Wildecker Herzbuben z. B. – echt gute Sänger! Das sind einfach Könner. Und letzten Endes sind wir alle Zirkuspferde. Insofern war mein Auftritt bei Carmen Nebel auch eine Demonstration der Zusammengehörigkeit von Unterhaltungskünstlern. Und sie ist ja auch ganz nebenbei eine wirklich zauberhafte Frau.“

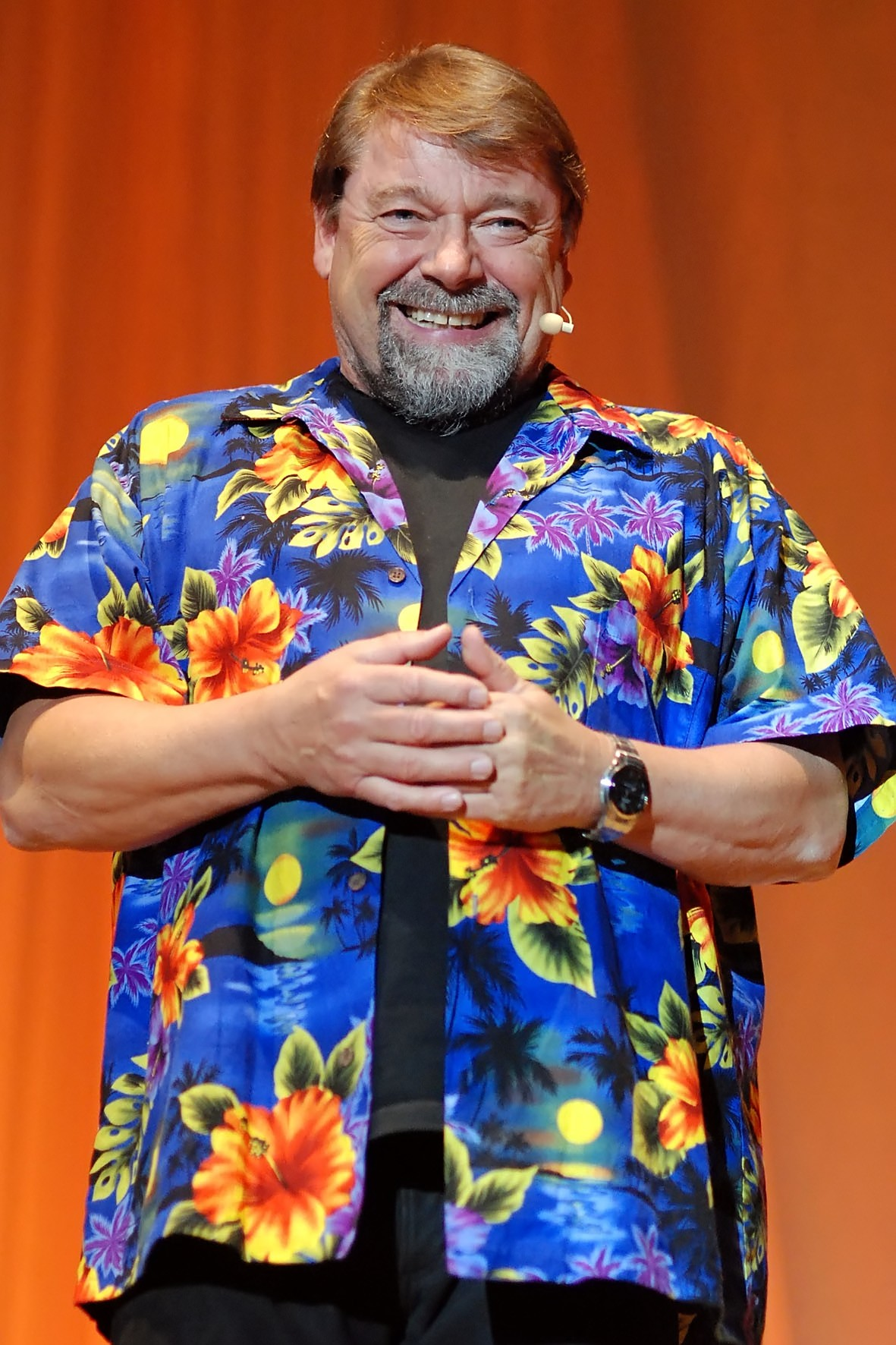
Jürgen von der Lippe, 2008

### Figuren
Im Laufe seiner Karriere erfand Jürgen von der Lippe etliche Kunstfiguren, welche er immer wieder in Radiobeiträgen, Liedern und Bühnenprogrammen einbaut, in letzteren spielt er sich auch mit Kostüm.

#### Hochwürden
Die Karikatur eines katholischen Geistlichen, der sich mit kindlicher Naivität – meist in sexueller Hinsicht – Gedanken über den Sinn menschlicher Verhaltensweisen macht und seinen als Predigt gedachten Vortrag stets mit Meine lieben Schafe … beginnt, vertont mit Schafblöken.

#### Hubert Lippenblüter
Diese Figur ist Postbeamter in einer mittleren Kleinstadt im Sauerland, die von der Lippe in der entsprechenden Mundart darstellt. Lippenblüter wird stets als „der letzte Junggeselle des Sauerlandes“ beschrieben, der sich der Avancen diverser Damen seiner Umgebung erwehren muss. Seine besten Freunde sind „Husemanns Willi“, Betreiber eines lokalen Sportgeschäfts, und die Lehrerin Fräulein Liesenkötter, zu der Lippenblüter ein gespaltenes Verhältnis pflegt. Obwohl beide eigentlich wollen, kommen die leicht emanzipierte Erzieherin und der leicht tollpatschige Sofapatriarch nie auf einen Nenner. Schauplatz der meisten Geschehnisse ist die Stammkneipe aller, der „Kühle Grund“. Seine Schilderungen beendet Hubert stets mit In diesem Sinne!. Da Lippenblüter in den Bühnenprogrammen nur spärlich auftritt, hat von der Lippe dessen weitere Abenteuer in einem Buch In diesem Sinne, Ihr Hubert Lippenblüter – Erlebnisse eines Junggesellen niedergeschrieben.

#### Kalle
Die Figur des Kalle ist eine Mischung aus Prolet, Heavy-Metal-Fan und resozialisiertem Häftling mit einem die Selbstjustiz tangierenden Hang zur Gewalttätigkeit. Er stammt sprachlich aus dem Berliner Raum und beginnt seinen Vortrag immer mit „Laff änd pies, wa?!“, womit love and peace gemeint ist. Kalle dient von der Lippe meist als Ventil für den harten und schwarzen Humor, der unter die Gürtellinie zielt.

## Diskografie
- 1977: Dümmer als Du denkst! (mit Gebrüder Blattschuss)
- 1977: Sing was Süßes
- 1978: Bla-Bla-Blattschuss (mit Gebrüder Blattschuss)
- 1978: Nicht am Bär packen!
- 1979: Extra Drei
- 1980: Zwischen allen Stühlen
- 1982: Kenn’Se den?
- 1983: Ein Mann Show
- 1985: Teuflisch gut! (LP-Titel; als CD veröffentlicht unter Man kann nicht immer Sieger sein)
- 1987: Guten Morgen, liebe Sorgen
- 1989: Is was
- 1990: Humor ist Humor
- 1992: König der City
- 1995: Der Blumenmann
- 1998: Männer, Frauen, Vegetarier
- 1999: Die andere Seite
- 2001: Große Männer (Best-Of-Sampler)
- 2001: So bin ich
- 2004: Alles was ich liebe
- 2006: Man kann nicht immer Sieger sein (von Convoy – Karussell)
- 2006: Sie und Er
- 2008: Das Beste aus 30 Jahren
- 2009: Der witzigste Vorleseabend der Welt (live, mit Carolin Kebekus und Jochen Malmsheimer)
- 2010: Verkehrte Welt: Inszenierte Lesung
- 2011: So geht’s
- 2011: So geht’s – Wortschätze aus seinem Live-Programm
- 2014: Ist das ein Witz? Vol. 2: Kommt ein Komiker zum Arzt … (live, mit Eckart von Hirschhausen)
- 2015: Beim Dehnen singe ich Balladen (live, mit Carolin Kebekus und Jochen Malmsheimer)
- 2017: Wie soll ich sagen?
- 2017: Der König der Tiere (live, mit Nora Tschirner und Max Giermann)

## Buchpublikationen
- WWF-Witzparade. Gesendetes u. Nicht-Gesendetes. VISTAS-Verlag, Berlin 1984, ISBN 3-89158-009-6.
- In diesem Sinne, ihr Hubert Lippenblüter! Erlebnisse eines Junggesellen. Rowohlt, Reinbek bei Hamburg 1987, ISBN 3-499-15859-0.
- Witzkiste. Heyne, München 1994, ISBN 3-453-04755-9.
- Witz-Parade. Heyne, München 1998, ISBN 3-499-15859-0.
- Wie rede ich mich um Kopf und Kragen? anecken in jeder Runde. Goldmann, Reinbek bei Hamburg 1999, ISBN 3-499-15859-0.
- Schönen Abend! geben Sie richtig Gast: kochen, spielen, zaubern mit Freunden. Eichborn, Frankfurt am Main 2007, ISBN 978-3-8218-5452-6.
- Sie und Er. Botschaften aus parallelen Universen. Eichborn, Frankfurt am Main 2006, ISBN 3-8218-4943-6.
- Noch viel mehr von Sie und Er. neue Botschaften aus parallelen Universen. Eichborn, Frankfurt am Main 2008, ISBN 978-3-8218-4970-6.
- Jürgen von der Lippe (Hrsg.): Das witzigste Vorlesebuch der Welt. Eichborn, Frankfurt am Main 2009, ISBN 978-3-8218-6056-5.
- Verkehrte Welt. Blanvalet, München 2012, ISBN 978-3-442-37802-9.
- Der Krankentröster. Knaus, München 2014, ISBN 978-3-442-74858-7.
- Beim Dehnen singe ich Balladen. Geschichten und Glossen. Knaus, München 2015, ISBN 978-3-8135-0658-7.
- Der König der Tiere: Geschichten und Glossen. Mit einer eingeschmuggelten Geschichte von Torsten Sträter. Knaus, München 2017, ISBN 978-3-8135-0730-0.
- Nudel im Wind. Roman. Penguin Verlag, München 2019, ISBN 978-3-328-60077-0.
- Sex ist wie Mehl. Geschichten und Glossen. Penguin Verlag, München 2022, ISBN 978-3-328-60216-3.
- Kerzilein, kann Weihnacht Sünde sein? ein Buch, das Sie sich schenken können. Penguin Verlag, München 2022, ISBN 978-3-8135-0511-5.

## Hörbücher (Auswahl)
- Gelassenheit. Selbstfreundschaft. Sexout von Wilhelm Schmid, der Audio Verlag & Audible, 2014, ISBN 978-3-86231-466-9.
- Propeller-Opa von David Walliams, Argon Verlag, 2017, ISBN 978-3-8398-4154-9.
- Max Murks. Schwimmkurs mit Hai von Fee Krämer, Argon Verlag, 2018, ISBN 978-3-8398-4169-3.
- Nudel im Wind (Autorenlesung), Random House Audio, 2019, ISBN 978-3-8371-4451-2.
- Merdyns magische Missgeschicke – Zaubern will gelernt sein! von Simon Farnaby, Argon Verlag, 2021, ISBN 978-3-8398-4263-8.
- Sex ist wie Mehl, Random House Audio, 2022, ISBN 978-3-8371-5779-6.
- Merdyns magische Missgeschicke – Die Rache des Vandalen von Simon Farnaby, Argon Verlag & BookBeat, 2022, ISBN 978-3-8398-4285-0.

## Fernsehsendungen und Gastauftritte
- 1980–1984: WWF Club (WDR Fernsehen, 158 Folgen)
- 1981: Von Mey bis Meinecke (Show, Das Erste)
- 1983: Geschichten aus der Heimat (Fernsehserie) Folge: Die Karpfenbeichte
- 1983–1984: Showstart (Show, Das Erste, 3 Folgen)
- 1983: Netter geht’s nicht (Show, Das Erste)
- 1983: Voll ins Leben (WDR Fernsehen, 3 Folgen)
- 1984: Geschichten aus der Heimat (Fernsehserie) Folge: Die Läutseligen
- 1984–1989: So isses (WDR Fernsehen, 56 Sendungen)
- 1985, 1987: Die Goldene Eins (Das Erste, 20 Folgen)
- 1986–1988: Donnerlippchen (Spielshow, Das Erste, 15 Folgen)
- 1988: In diesem Sinne – Ihr Jürgen von der Lippe (Bühnenprogramm, Das Erste, 2 Folgen)
- 1989–2001: Geld oder Liebe (Spielshow, Das Erste, 90 Folgen)
- 1992: Hast Du Worte (Spielshow, WDR Fernsehen, 23 Folgen)
- 1992–1994: Lippes Lachmix (Comedy, WDR Fernsehen, 8 Folgen und 4 Specials)
- 1992: Ist mir das peinlich – Reinhard Mey wird 50! (Überraschungsshow, WDR Fernsehen)
- 1995–1997: Lippes Lachmix live (Comedy, SFB1/WDR Fernsehen, 6 Folgen und 3 Specials)
- 1995–2000: Wat is? (Überraschungstalkshow, WDR Fernsehen/Das Erste, 188 Folgen)
- 1997: Der Blumenmann (Bühnenprogramm, Das Erste, 2 Folgen)
- 2000: Männer. Frauen. Vegetarier (Bühnenprogramm, Sat.1)
- 2000: Ja uff erstmal... – Winnetou unter Comedy-Geiern – WDR „Lange Nacht“ (WDR)
- 2001: Blind Dinner (Talk- & Spielshow, Sat.1, 4 Folgen)
- 2001–2005: Wer zuletzt lacht (Comedy-Jahresrückblick, Sat.1)
- 2002: Hart & Heftig (Comedy, Sat.1, 2 Folgen)
- 2003–2008: Genial daneben, Sat.1 (19 Folgen)
- 2003–2010: Was liest du? (Literarische Comedy, WDR Fernsehen)
- 2003: Jetzt ist Kachelmann dran (Talkshow mit Jörg Kachelmann, MDR Fernsehen)
- 2004–2005: Der Heiland auf dem Eiland (Sitcom, RTL, 14 Folgen)
- 2004: Lippe blöfft (Spielshow, Das Erste, 3 Folgen)
- 2005: Wat is? – Jetzt neu! (5 Folgen)
- 2005–2007: Schillerstraße (Improvisations-Comedy, Sat.1)
- 2006: Die Meister der Comedy (Comedyshow, Sat.1)
- 2006–2007: Extreme Activity (Spielshow, ProSieben)
- 2007: Alles, was ich liebe (Bühnenprogramm, Sat.1, 3 Folgen)
- 2008: Frage den Lippe (Panel-Show auf Comedy Central)
- 2008: Frei von der Lippe (Show um die deutsche Sprache im MDR-Fernsehen)
- 2009: In aller Freundschaft (Folge 428: Der Hang zum Überschwang)
- 2011: Ich liebe Deutschland (Comedy-Quiz-Show, 6 Folgen, Sat.1)
- 2012: Dalli Dalli (Quiz-Show, NDR)
- 2012–2022: Der Quiz-Champion, ZDF (6 Folgen)
- 2015: Tiere wie wir (Quiz-Show, Sat.1))[26]
- 2015: Vier Unschuldige und ein Todesfall (Krimi-Rate-Show, RBB, 2. Staffel), Moderation und Showmaster[27]
- 2016: Neo Magazin Royale, ZDFneo
- Seit 2017: Lippes Leselust (Literarische Comedy, YouTube)[28][29]
- 2017: Genial daneben, Sat.1 (2 Folgen)
- 2018: Wie soll ich sagen (Bühnenprogramm, WDR)
- 2018: Mensch Jürgen! von der Lippe wird 70, ARD
- 2020: Nicht dein Ernst!, WDR
- 2020: Genial oder Daneben?, Sat.1 (2 Folgen)
- 2020: Kölner Treff, WDR (Sondersendung zum 40. Geburtstag des WWF Club)
- 2020: Wer weiß denn sowas?, Das Erste
- 2020: Klein gegen Groß – Das unglaubliche Duell, Das Erste
- 2020–2022: Da kommst Du nie drauf!, ZDF (2 Folgen)
- 2021: Genial daneben, Sat.1 (2 Folgen)
- 2021: I Can See Your Voice, RTL (Teilnehmer im Rateteam)
- 2021–: Na siehste! – Das TV-Kult-Quiz mit Elton, NDR Fernsehen (Teilnehmer im Rateteam)[30]
- 2021: Gefragt – Gejagt, Das Erste
- 2021: Tietjen campt – mit Jürgen von der Lippe auf Fehmarn (NDR Doku)
- 2021: Der Quiz-Champion – Das Spenden-Special (ZDF)

## Filme
- 1984: Zwei Nasen tanken Super
- 1989: Asterix – Operation Hinkelstein (Stimme)
- 1995: Nich’ mit Leo (Buch, Darsteller)
- 1999: Tobias Totz und sein Löwe (Stimme)

## Auszeichnungen
- 1982: Liederpfennig

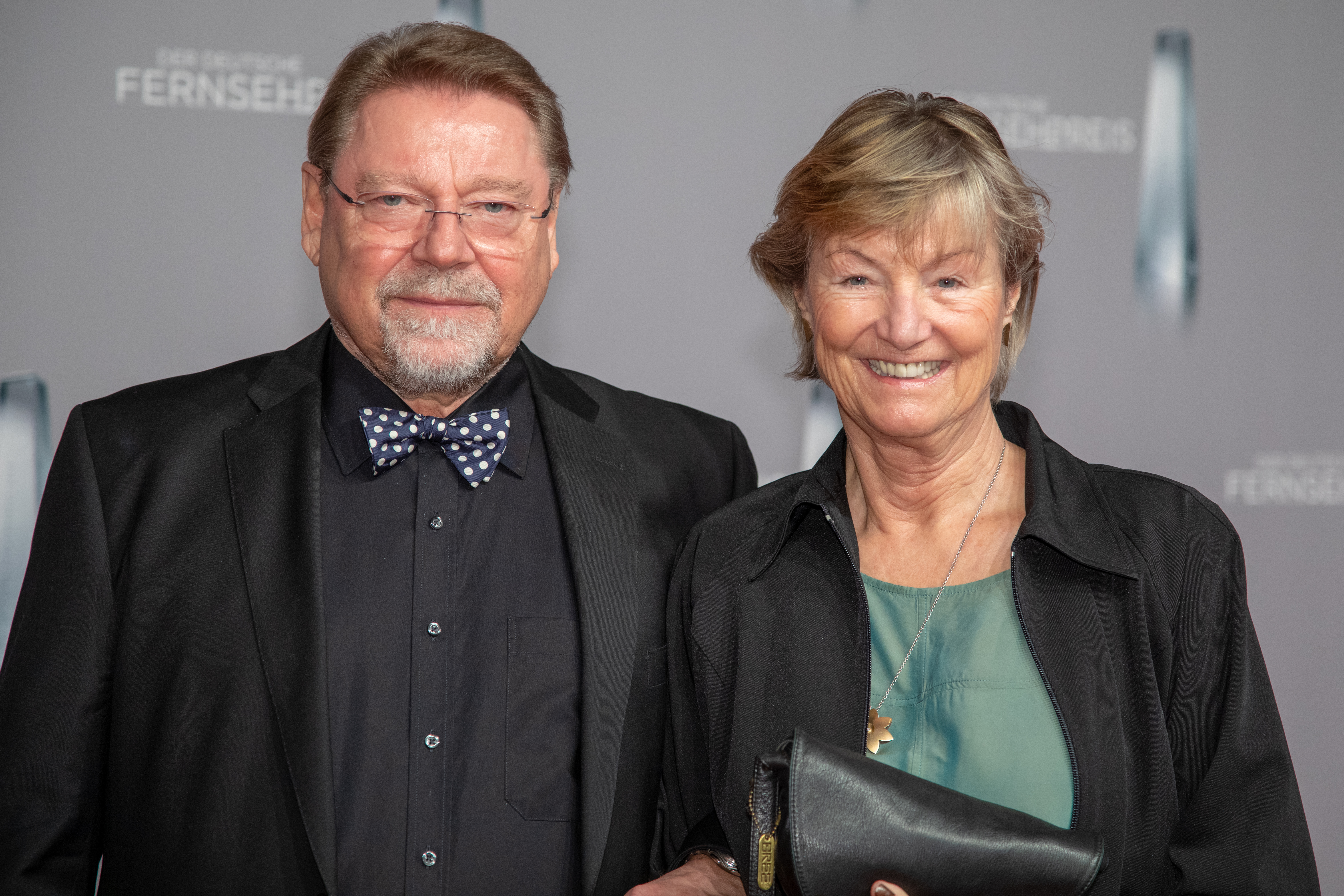
Jürgen von der Lippe mit Lebensgefährtin Anne Dohrenkamp beim Deutschen Fernsehpreis 2019

- 1987: Goldener Löwe von RTL für Guten Morgen, liebe Sorgen
- 1988: Bronzene Kamera, Publikumspreis Kategorie Comedy
- 1992: Telestar für Geld oder Liebe
- 1993: Goldene Kamera in der Kategorie Bester Moderator für Geld oder Liebe
- 1994: Adolf-Grimme-Preis für Geld oder Liebe (zusammen mit Wendelin Haverkamp)
- 1996: Bambi für TV Moderation
- 1999: Echo für Mediamann des Jahres
- 2006: Deutscher Comedypreis – Ehrenpreis
- 2007: Adolf-Grimme-Preis für Extreme Activity
- 2007: Goldene Romy für Extreme Activity
- 2008: Münchhausen-Preis der niedersächsischen Kleinstadt Bodenwerder
- 2008: Ehrenmitgliedschaft im Verein Deutsche Sprache
- 2009: Das große Kleinkunstfestival Ehren-Preis
- 2013: Bremer Comedypreis (Ehrenpreis)
- 2015: Prix Pantheon Sonderpreis Reif und Bekloppt für das Lebenswerk
- 2015: Tegtmeiers Erben für ein Lebenswerk[31]
- 2018: Album: Der witzigste Vorleseabend der Welt (DE: Gold (Hörbuch-Award))
- 2019: Deutscher Fernsehpreis – Ehrenpreis der Stifter (für sein Lebenswerk)[32]
- 2019: Morenhovener Lupe[33]
- 2022: Hörbuch: Beim Dehnen singe ich Balladen (DE: Gold (Hörbuch-Award))

## Dokumentarfilm
- Jürgen von der Lippe. WDR-Geschichte(n), Deutschland 2023, 90 min,  Online in der ARD-Mediathek, abrufbar unbegrenzt